# بیماری تنفسی
بیماری تنفسی (به انگلیسی: Respiratory disease) که عموماً در ارتباط با بیماری ریوی است شامل گروهی از بیماری‌ها هستند که از طریق درگیر کردن بخش یا قسمت‌هایی از دستگاه تنفس باعث اختلال در عملکرد ریه‌ها می‌گردند. گاهی بیماری تنفسی در نتیجه آسیب به پرده جنب (پلورا)، حفره پلورال یا ماهیچه‌ها و اعصاب تنفسی ایجاد می‌شود. ریه‌ها مهم‌ترین قسمت دستگاه تنفسی هستند که در عمل تبادل گازهای تنفسی جهت تأمین اکسیژن بافت‌های مختلف بدن و دفع کربن دی‌اکسید نقش دارند. نایژه‌ها، نایژک‌ها و کیسه‌های هوایی از اجزای مهم هر کدام از ریه‌ها به‌شمار می‌آیند که در یک بیماری تنفسی ممکن است درگیر شوند. گاهی ضایعه در بافت ریه یا عروق خونی آن ایجاد می‌گردد. بیماری‌های ریوی در هر سال بسیاری از افراد جامعه را مبتلا می‌کنند که باعث کاهش سطح عملکرد فرد در فعالیت‌های روزمره می‌گردند. بیماری‌های دستگاه تنفسی در انگلستان شایع‌ترین عامل مراجعه به پزشکان عمومی است. میزان اختلال در عملکرد تنفس در یک بیماری ریوی به نوع بیماری و وسعت آسیب وارده بستگی دارد. بیماری‌های ریوی یکی از عوامل مهم مرگ و میر افراد در سراسر جهان است.

## انواع بیماری ریوی
یک بیماری ریوی ممکن است باعث درگیری مجاری تنفسی، بافت ریه یا عروق خونی گردد. معمولاً ترکیبی از این اختلالات در بسیاری از بیماری‌ها ی تنفسی دیده می‌شوند. به‌طور کلی می‌توان بیماری‌های تنفسی را به گروه‌های زیر تقسیم‌بندی کرد:
- بیماری‌های انسدادی ریوی[۳]
- بیماری‌های محدودکننده ریوی[۴]
- بیماری‌های عروقی ریوی[۵]
- بیماری‌های دیگر

### بیماری‌های انسدادی ریوی
بیماری‌های انسدادی ریه در ارتباط با انسداد مجاری هوایی نایژه‌ها، نایژک‌ها، مجاری آلوئولی و کیسه‌های هوایی هستند. این گروه از بیماری‌ها با کاهش سرعت جریان بازدمی مشخص می‌شوند. در بیماری‌های انسدادی ریوی وضعیتی ایجاد می‌شود که باعث مقاومت به عبور جریان هوا می‌گردد. عواملی که ممکن است باعث مقاومت به عبور جریان هوا در یک بیماری انسدادی ریه گردند عبارتنداز:
- التهاب مزمن
- اسپاسم برونش‌ها (انقباض برونش)
- فیبروز شدن که غیرقابل برگشت است.
- عدم برگشت‌پذیری راه‌های هوایی و کیسه‌های هوایی به علت آسیب

بیماری‌های انسدادی ریوی شامل موارد زیر است:
- برونشیت مزمن
- آمفیزم
- آسم
- بیماری انسدادی مزمن ریوی (COPD) که شامل بیماری‌های برونشیت مزمن، آمفیزم و بیماری مجاری هوایی کوچک است.[۶]
- فیبروز سیستیک
- برونشکتازی

از میان بیماری انسدادی ریوی، بیماری‌های انسدادی مزمن ریوی (COPD) و آسم شیوع بیشتری دارند.

### محدودکننده ریوی
بیماری‌های محدودکننده ریه در ارتباط با کاهش ظرفیت ریه‌ها است که باعث کاهش حجم ریه‌ها می‌گردند. در شرایط فیزیولوژیکی، بیماری‌های محدودکننده ریوی از طریق کاهش ظرفیت کل ریوی (TLC)، ظرفیت حیاتی (VC) یا حجم استراحت ریوی (ظرفیت باقی‌مانده عملکردی یا FRC) مشخص می‌گردند. عواملی که در ایجاد این گروه از بیماری‌ها نقش دارند مربوط به بیماری‌های مؤثر بر بافت ریه، پلورا (پرده جنب)، دیواره قفسه سینه یا اختلالات دستگاه عصبی-ماهیچه‌ای است.
بیماری‌ها و اختلالات محدودکننده ریوی عبارتنداز:
- بیماری‌های ارتشاحی منتشر ریوی[۹]
- بیماری‌ها و اختلالات دیواره قفسه سینه
- بیماری‌ها و اختلالات دستگاه عصبی-ماهیچه‌ای
- پنومونی
- سندرم زجر تنفسی حاد (ARDS)
- فیبروز آلوئولیت

#### بیماری‌های ارتشاحی منتشر ریوی
بیماری‌های ارتشاحی منتشر ریه بنام بیماری‌های بینابینی ریه (ILD) نیز نامیده می‌شوند. عامل آسیب به ریه‌ها در این گروه از بیماری‌ها ممکن است از طریق سمیت مستقیم و با ایجاد پاسخ التهابی یا به واسطه واکنش‌های ایمونولوژیک ایجاد گردد. در یک بیماری ارتشاحی منشر ریه با ورود سلول‌های التهابی به داخل بافت بینابینی ریه، فضای دور عروقی و فضای حبابک دار همراه است که باعث ایجاد آلوئولیت یا التهاب رگ‌ها می‌گردد و در صورت کامل شدن و تداوم این روند، فیبروز ریوی اتفاق می‌افتد. در برخی موارد عامل بیماری مشخص است ولی در بیشتر موارد ناشناخته می‌ماند و فقط پاسخ آن قابل مشاهده‌است. تشعشعات خارجی و برخی از داروها نیز ممکن است سبب بیماری ارتشاحی منتشر ریوی گردند.
بیماری‌های ارتشاحی منتشر ریه شامل موارد زیر هستند:
- پنوموکونیوزها (Pneumoconioses) که گروهی از بیماری‌های ریوی ناشی از استنشاق غبارهای معدنی هستند (مانند آزبست، سیلیس و فلزاتی چون آهن و بریلیوم)
- پنومونیت بیش‌حساسیتی (Hypersensitivity pneumonitis) یا آلوئولیت آلرژیک بیرونی (اکسترینسیک)
- بیماری‌های کلاژن عروقی (مانند بیماری‌های آرتریت روماتوئید، اسکلرودرمی و پلی‌میوزیت)
- التهاب رگ‌ها ریوی
- ارتشاح ریوی همراه با ائوزینوفیلی (PIE) (مانند سندرم لوفلر، PIE در آسم و پنومونی ائوزینوفیلیک مزمن)
- سارکوئیدوز
- بیماری‌های خون‌ریزی دهنده ریوی (مانند سندرم گودپاسچر)
- فیبروز ایدیوپاتیک ریوی
- بیماری‌های متفرقه (مانند هیستوسیتوز X ریوی و اختلالات ارتشاحی لنفوسیتیک)

#### بیماری‌ها و اختلالات دیواره قفسه سینه
- پلورزی (التهاب پلورا یا پرده جنب)
- افیوژن پلورا (تجمع مایع در حفره پلورال)
- پنوموتوراکس (وجود هوا در فضای پلورا)
- کایفو-اسکولیوز
- مشکلات قفسه سینه به علت ضریه یا بیماری (مثلاً بیماری اسپوندیلیت آنکیلوزان)

#### بیماری‌ها و اختلالات دستگاه عصبی-ماهیچه‌ای
- میوپاتی‌ها (مانند دیستروفی ماهیچه‌ای)
- نوروپاتی محیطی (مانند سندرم گیلن باره و بیماری شارکو ماری توث)
- ضایعات تماس عصبی-ماهیچه‌ای (مانند میاستنی گراویس)
- آسیب طناب نخاعی (همانند قطع عرضی طناب نخاعی)
- بیماری‌های نورون حرکتی (همانند ALS)
- ضایعه عصب فرنیک که منجر به فلج دیافراگم می‌گردد.
- بیماری‌های سلول‌های شاخ قدامی نخاع (مانند پولیومیلیت)
- بیماری‌های تحلیل برنده دستگاه عصبی (همانند ام اس و بیماری پارکینسون)

### بیماری‌های رگی ریوی
بیماری‌های عروقی ریوی، رگ‌های خونی ریه را درگیر می‌کنند که ممکن است از طریق التهاب، لخته خونی یا اسکار ایجاد شوند. این بیماری‌ها، تبادل گازهای تنفسی را مختل می‌کنند (دریافت اکسیژن و دفع کربن دی‌اکسید). بیماری‌های عروقی ریوی ممکن است باعث تغییرات قابل توجهی در عملکرد قلب گردند.
بیماری‌های عروقی ریه عبارتنداز:
- هیپرتانسیون ریوی[۱۱]
- آمبولی ریوی[۱۲]
- آنوریسم شریان ریوی[۱۳]

### بیماری‌های دیگر
سایر بیماری‌های ریوی شامل موارد زیر است:
- تومورهای ریه
- آبسه ریوی
- سل ریوی

## علائم و نشانه‌ها
علایم و نشانه‌ها در بیماران تنفسی بر اساس نوع بیماری و میزان پیشرفت آن متفاوت است. در حالت‌های مزمن، علایم اغلب به تدریج آشکار می‌گردند و به صورت پیشرونده‌ای بدتر می‌شوند و در شرایط حاد، علایم ممکن است خفیف تا شدید باشند. اگرچه هر بیماری ریوی مشخصه‌های خاص خودش را دارد، ولی علایم و نشانه‌های مشترک در بسیاری از اختلالات ریه مشاهده می‌شوند (همانند سرفه مزمن و تنگی نفس). کمبود اکسیژن با گذشت زمان ممکن است در برخی از افراد منجر به چماقی (Clubbing) گردد که این حالت عبارت است از بزرگ شدن نوک انگشتان و رشد ناهنجار ناخن. چماقی (کلابینگ)، بزرگ شدن نوک انگشتان بدون تغییرات استخوانی است.
بنابراین علایم و نشانه‌ها در بیماران تنفسی از یک بیمار به بیماری دیگر متفاوت است. گاهی علایم شدید بوده و ممکن است درصورت عدم توجه فوری پزشکی، تهدیدکننده حیات باشد. به‌طور کلی، علائم و نشانه‌هایی که ممکن است در بیماران تنفسی مطرح باشند عبارتنداز:
- الگوهای تنفسی غیرطبیعی همانند تنگی نفس، افزایش یا کاهش سرعت تنفس، اختلال تنفس در طی دم یا بازدم
- سرفه که ممکن است مزمن باشد
- احتمال وجود خلط که ممکن است خونی باشد
- خس خس سینه
- تب که ممکن است خفیف تا شدید باشد
- درد شکم
- درد قفسه سینه
- خستگی
- اختلال در تعداد ضربان قلب
- احساس فشار در پشت جناغ
- ارغوانی شدن لب‌ها و انگشتان دست
- کبودی ناخن‌ها
- کاهش اشتها
- کاهش وزن
- تب و لرز
- اختلال در حرکت قفسه سینه
- اختلال در صدای ریوی یا احتمال ایجاد صداهای اضافی
- احتمال جابجایی مدیاستین

## تشخیص
روش‌های مختلفی جهت تشخیص یا تعیین شدت بیماری ریوی وجود دارد که با توجه به شرایط بیمار طبق نظر پزشک معالج درخواست می‌گردد. آزمون‌های مربوط به بیماری‌های تنفسی ممکن است در ارتباط با موارد زیر باشد:
- تست‌های آزمایشگاهی
- آزمون عملکرد ریوی
- اکسی‌متری غیر تهاجمی
- رادیوگرافی قفسه سینه
- توموگرافی کامپیوتری(CT) یا اسکن توموگرافی کامپیوتری (CTS)
- اولتراسونوگرافی
- بررسی خلط سینه از طریق لاواژ برونکوآلوئولار
- نازوفارنگوسکوپی
- برونکوسکوپی
- بیوپسی
  - بیوپسی باز ریه
  - بیوپسی از طریق برونکوسکوپی
- مدیاستینوسکوپی
- توراکوسنتز و بیوپسی پلور
- آسپیراسیون سوزنی از طریق دیواره قفسه سینه
- ام آر آی
- اسکن هسته‌ای ریه
- توموگرافی با تشعشع پوزیترون (PET)

## عوامل خطر
عواملی که باعث ایجاد بیماری تنفسی می‌گردند یا در تسریع روند بیماری‌های تنفسی نقش دارند ممکن است در ارتباط با موارد زیر باشند:
- مصرف سیگار
- آلودگی هوا
- ذرات ریز غبارهای صنعتی (مانند زغال‌سنگ، آزبست، آهن، تالک و سیلیس)
- سابقه قبلی بیماری تنفسی
- رعایت نکردن اصول بهداشتی
- بیماری‌های قلبی
- دیابت
- عوامل ژنتیکی
- سن کم (مثلاً در نوزادان و کودکان)
- . فرایند پیری
- چاقی
- تغذیه نامناسب
- اعتیاد به الکل
- سابقه خانوادگی بیماری سل
- بیماری هوچکین
- خانواده‌های پرجمعیت
- ایدز
- در معرض مواد شیمیایی و گرد و غبار قرار گرفتن
- گاهی به علت هوای سرد و مرطوب
- شیمی درمانی
- پرتو درمانی
- مصرف برخی از داروها
- تزریق خون
- بستری شدن در بیمارستان به هر علتی (مثلاً پس از انجام جراحی)
- ضعیف بودن سیستم ایمنی بدن
- گاهی به علت غواصی
- ضایعات قفسه سینه
- صعود به ارتفاعات بالا یا پرواز در ارتفاعات
- بیماری‌های عفونی
- بیماری‌های روماتیسمی (مانند آرتریت روماتوئید و اسکلرودرمی)
- سکته‌های مغزی (حوادث عروقی مغز) و ضربه مغزی
- آسپیراسیون ریوی
- سوختگی‌ها
- نارسایی‌های کلیوی و کبدی
- تابش پرتوهای خارجی
- ضعف ماهیچه‌های تنفسی به هر علتی (مثلاً در میوپاتی‌ها و پولیومیلیت)
- مسمومیت با اکسیژن
- بیماری پریودنتال

## درمان
درمان بیماری‌های تنفسی بر اساس تشخیص نوع بیماری توسط پزشک معالج، حاد و مزمن بودن، شدت علایم و عوارض برجای مانده بر دستگاه تنفسی متفاوت بوده که ممکن است شامل یک یا چند روش زیر باشد:
- رعایت اصول بهداشتی
- ترک سیگار
- دارو درمانی
- کنترل عفونت‌ها
- اکسیژن درمانی
- فیزیوتراپی تنفسی
- دوری از عوامل خارجی تشدیدکننده بیماری
- دستگاه مرطوب‌کننده جهت رقیق کردن ترشحات ریوی
- دستگاه تهویه مکانیکی
- اسپری‌های استنشاقی
- دستگاه نبولایزر
- انجام واکسن (مثلاً واکسن آنفلوانزا و پنوموکوکی)
- جراحی